# Anomala compressicollis
Anomala compressicollis är en skalbaggsart som beskrevs av Bates 1888. Anomala compressicollis ingår i släktet Anomala och familjen Rutelidae. Inga underarter finns listade i Catalogue of Life.